# Asylaea inflexa
Asylaea inflexa är en fjärilsart som beskrevs av Heinrich Benno Möschler 1883. Asylaea inflexa ingår i släktet Asylaea och familjen nattflyn. Inga underarter finns listade i Catalogue of Life.